# This Guy's a Weirdo
This Guy's a Weirdo — мікстейп американського репера Bizarre, виданий як інтернет-реліз ексклюзивно на сайті livemixtapes.com 30 березня 2012 р. Пісню «Hey Nicki» записано на біт треку «Passin' Me By» гурту The Pharcyde. На задній обкладинці вказано, що Bizarre продюсер пісні лише через те, що він уніс до біту кілька змін.
Спочатку виконавець планував видати свій четвертий студійний альбом Life as a Backup Dancer for Hammer. У кінцевому підсумку він змінив назву на This Guy's a Weirdo і випустив реліз у вигляді мікстейпу. На «Hey Nicki», «Phee Clouds», «My Mom's a Stoner», «Justin Bieber» та «Snatch Yo Carties» існують відеокліпи. Прем'єра відео на «Phee Clouds» відбулась задовго до виходу релізу, що й стало причиною публікації кліпу під назвою «Weirdo Movement».

## Список пісень
| #   | Назва                                                                                 | Продюсер(и)           | Тривалість |
| --- | ------------------------------------------------------------------------------------- | --------------------- | ---------- |
| 1.  | «Young Mase Intro» (з участю Sonny Bonoho)                                            | Essman                | 2:19       |
| 2.  | «Shade 45»                                                                            |                       | 3:37       |
| 3.  | «Hey Nicki»                                                                           | Bizarre               | 2:18       |
| 4.  | «Phee Clouds» (з участю Gam)                                                          | Dub Muzik, Larry Live | 5:24       |
| 5.  | «Stage Dive» (з участю Madchild)                                                      | Wit                   | 3:19       |
| 6.  | «Cocaine»                                                                             | J Palms               | 2:47       |
| 7.  | «Snatch Yo Carties» (з участю King Gordy та Calicoe)                                  |                       | 4:07       |
| 8.  | «I'm So High»                                                                         | Tylenol 3             | 4:27       |
| 9.  | «I Don't Know What I Did Last Night» (з участю Brotha Lynch Hung, Fury та King Gordy) | Black                 | 4:31       |
| 10. | «Kemp Dog»                                                                            | Lil Rick              | 3:45       |
| 11. | «Mind Sex» (з участю FaygosandConey)                                                  | Chino XL              | 4:03       |
| 12. | «My Mom's a Stoner» (додатковий вокал: Sonny Bonoho)                                  | Black Keys            | 3:07       |
| 13. | «She Keeps Calling»                                                                   | J Palms               | 3:46       |
| 14. | «Best I Ever Had» (з участю MJ Robinson)                                              | Silent Riot           | 3:54       |
| 15. | «Runaway»                                                                             | Lil Rick              | 5:15       |
| 16. | «Murder Kill» (з участю Charlie P)                                                    | Charlie P             | 5:05       |
| 17. | «Justin Bieber» (з участю King Gordy)                                                 | Mex                   | 2:53       |
| 18. | «Cypher» (з участю Shakia Snow, Berretta та Big T)                                    | Essman                | 4:15       |
| 19. | «Give It to Me Papi»                                                                  |                       | 3:09       |